# José Estruch
José Estruch (Alicante, España, 3 de mayo de 1916 - Madrid, 24 de julio de 1990) fue un director de teatro y profesor español. Gran parte de su trabajo como director teatral, de ópera y profesor de actores la realizó en Montevideo, Uruguay.

## Biografía
Si bien había estudiado ingeniería, en los años de la Segunda República Española, se une al movimiento de renovación teatral que quería construir un teatro nacional y popular con experiencias como El Búho, organizado por los estudiantes de la Federación Universitaria Escolar, en Valencia o La Barraca, compañía de teatro universitario dirigida por Federico García Lorca y Luis Sáenz de la Calzada en Madrid.
Terminada la guerra civil española y luego de pasar ocho meses en un campo de concentración en Francia, José Estruch se exilia en Londres donde permanece hasta 1949. Allí vive su primera experiencia teatral, en un campo de 4000 niños refugiados de origen vasco en un pueblo cercano a Londres donde les hace representar obras del teatro clásico. 
Su primer vínculo con el movimiento teatral montevideano la tiene a través de Club de Teatro, compañía que codirige junto a Antonio Larreta y Laura Escalante, siendo recordadas sus puestas en escena de El caballero de Olmedo de Lope de Vega (1950), Medea de Eurípides (1953), Los cuernos de Don Friolera de Valle Inclán (1955) y Santa Juana de Bernard Shaw (1959).
Dirige en varias ocasiones a la Comedia Nacional con El amor de los cuatro coroneles de Peter Ustinov (1958), Rinocerontes de Ionesco (1960), La dama boba de Lope de Vega (1960).
En 1963 se presenta junto a la Comedia Nacional con La dama boba en el Festival de las Naciones en París y luego realiza una breve temporada en Roma.
Margarita Xirgú propone su nombre para dirigir la Escuela Municipal de Arte Dramático (EMAD), cosa que hará desde 1959 hasta 1967. Fue además profesor en el Conservatorio Nacional de Música. En 1967 regresa a España donde su actividad estuvo ligada a la enseñanza en la Escuela de Arte Dramático de Madrid.
En 1990 fue distinguido con el Premio Nacional de Teatro, otorgado por el Ministerio de Cultura de España.
Desde el año 1999 la compañía del Aula de Teatro Clásico de la Real Escuela Superior de Arte Dramático (RESAD) lleva la denominación José Estruch en homenaje y recuerdo a la gran tarea que realizó este formador de actores y directores de escena. 